# جنبش استعداد بشری
جنبش استعداد بشری (انگلیسی: Human Potential Movement) یا (اچ‌پی‌ام) HPM: یکی از جنبش‌های برخاسته از پادفرهنگ دهه ۱۹۶۰ است. یک اصطلاح چتری برای طیفی گسترده از گروه‌هایی است که عقاید و اعمال‌شان برای ارتقا بخشیدن به کل‌بودگی، خودآگاهی، خود پروری و خودشناسی فرد تنظیم شده است. برخی از این گروه‌ها مدعی‌اند که به انسان کمک می‌کنند تا خدای درون را کشف کنند و از این رهگذر اصطلاح «خودْدین‌ها» را پدید آوردند. جنبش استعداد بشری هر چند وجوه مشترکی با جنبش عصر نو دارد، اما بیش‌تر علاقه‌مند است که با استفاده از روان‌درمانی (در وسیع‌ترین مفهوم آن) به درونِ خود نگاه کند و استعداد بالقوهٔ مردم را بپرورد. افراد ترغیب یا «هدایت می‌شوند» که خودشان گره از کارهاشان باز کنند نه اینکه متخصصی به آنان یاد دهد. برخی از شناخته‌ترین روش‌ها، درمان‌ها، و مهارت‌ها عبارت‌اند از زیستْ‌کارمایه‌شناسی، زیست‌آمایی، مشاوره با یکدیگر، گروه‌های رویارویی، ای‌اس‌تی est (کارآموزی سمیناری ارهارد، امروزه معروف به گردهمایی)، گشتالت درمانی، خیالبافی هدایت‌شده، روان‌شناسی انسان‌محور و ال‌آرتی LRT (آموزش رابطهٔ عاشقانه)، درمان نخستین (درمان از راه یادآوری و تکرار صحنه‌های کودکی)، نمایش روانی، نوزایش، ترکیب روانی و تحلیل تبادلی.
مؤسسهٔ ایسالن در کالیفرنیا یکی از موفق‌ترین مراکز جنبش استعداد بشری است، اما هیچ سازمان رسمی‌ای وجود ندارد که رویکردهای مختلف را، که بعضی از آن‌ها شاید بسیار پرخرج باشند، متحد سازد. برخی از این شیوه‌ها را روحانیان مسیحی در زندان‌ها و بیمارستان‌ها به کار می‌بندند و تعدادی نهادهای مقبول و معتبر اجتماعی از آن‌ها برای تعلیم و تربیت بهره می‌گیرند و سازمان‌های بزرگ تجاری برای شرکت مدیران خود در یکی از این دوره‌ها، بیش از پیش هزینه می‌کنند. تاکنون چندین گروه جنبش استعداد بشری از این نظر که شبه‌دینی، استثمارگرانه یا به لحاظ روانی خطرناک دانسته شده‌اند مورد هجوم قرار گرفته‌اند.